# Poval

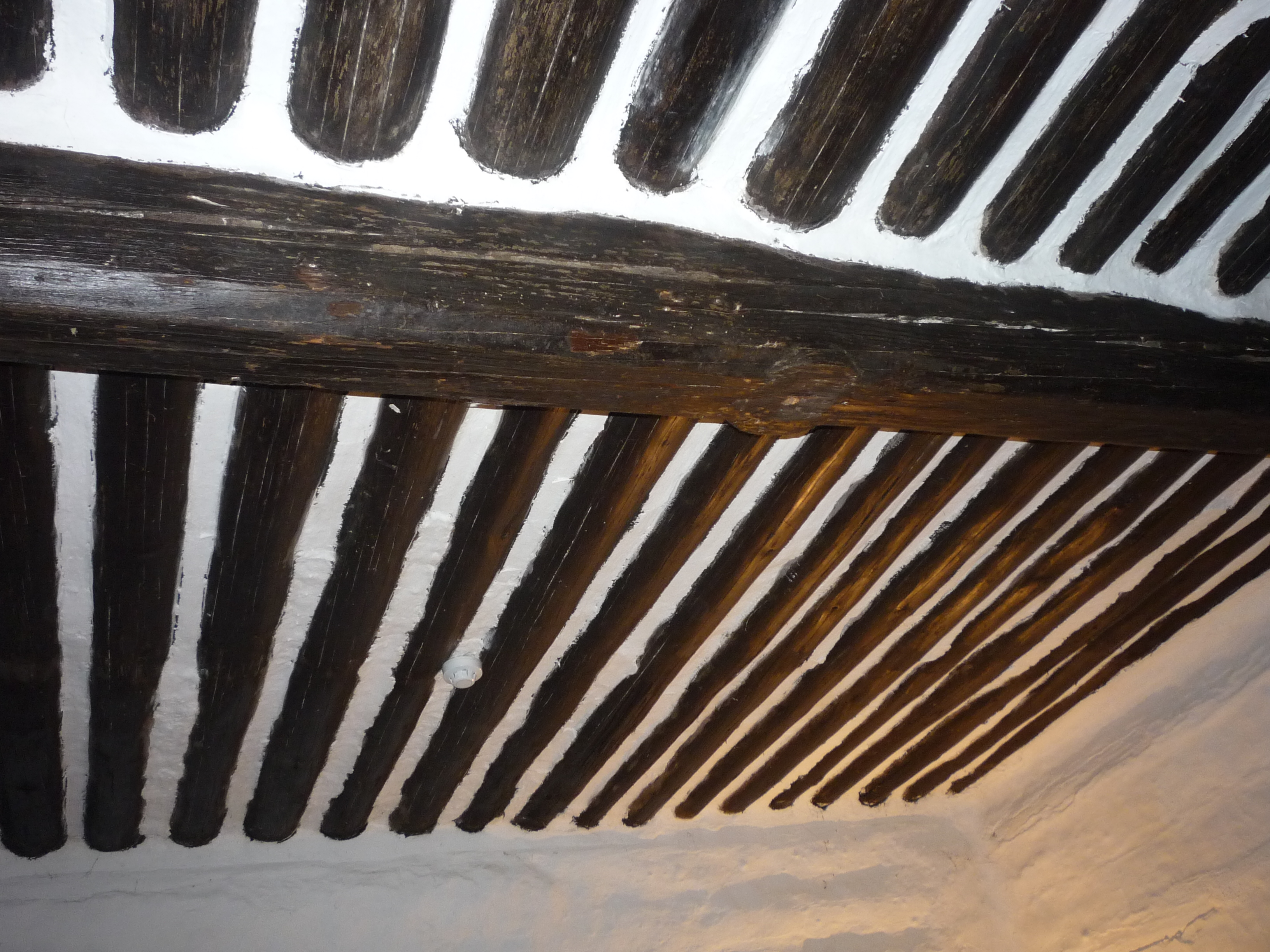
Povalový strop podepřený trámem a těsněný mazaninou

Poval je hrubě opracovaný kmen (někdy podélně rozštípnutý), z něhož je odstraněna kůra. Kmen není nijak ohraněn, nebo je ohraněn jen částečně.

## Využití
Z povalů kladených vedle sebe se vytváří tzv. povalový strop. Kromě plochého stropu z nich lze vytvořit také tzv. povalovou klenbu či povalový chodník.
Mezery mezi povaly jsou někdy utěsněny mechovou vycpávkou, případně hliněnou mazaninou.